# Joyeuse (Arnon)
Pour les articles homonymes, voir Joyeuse.
La Joyeuse est une rivière du Cher, dans la région Centre-Val de Loire et un affluent de l'Arnon qui le rejoint alors que le cours traverse le lac de Sidiailles en raison d'un barrage pour l'adduction en eau potable.

## Géographie
La longueur de son cours est de 15,6 kilomètres.